# Paul Herrmann (General, 1892)
Paul Herrmann (* 25. März 1892 in Danzig; † 23. April 1974 in Goslar) war ein deutscher Generalmajor im Zweiten Weltkrieg.

## Leben
Herrmann trat am 22. März 1912 als Fahnenjunker in das Pionier-Bataillon „von Rauch“ (1. Brandenburgisches) Nr. 3 der Preußischen Armee und avancierte nach dem Besuch der Kriegsschule Potsdam Mitte November 1913 mit Patent vom 19. November 1911 zum Leutnant. Während des Ersten Weltkriegs nahm er mit der 3. Kompanie an den Kämpfen an der Westfront teil und wurde Ende Februar 1915 schwer verwundet. Ab Mitte Mai 1915 fungierte er als Adjutant des Bataillons und war ab Ende Januar 1917 als Führer der 3. Kompanie tätig. Neben beiden Klassen des Eisernen Kreuzes wurde Herrmann am 25. April 1918 mit dem Ritterkreuz des Königlichen Hausordens von Hohenzollern mit Schwertern ausgezeichnet.
Nach Kriegsende in die Reichswehr übernommen, war Herrmann unter anderem als Kompaniechef im 2. (Preußisches) Pionier-Bataillon in Stettin und im Stab des 3. (Preußisches) Pionier-Bataillon in Küstrin tätig. Er stieg am 1. Januar 1934 zum Major auf und wurde am 15. Oktober 1935 zum Kommandeur des Pionier-Bataillons 2 ernannt. In dieser Stellung wurde Herrmann am 1. August 1936 zum Oberstleutnant und am 1. Februar 1939 zum Oberst befördert.
Zu Beginn des Zweiten Weltkriegs führte er sein Bataillon beim Überfall auf Polen. Zum 1. Oktober 1939 erfolgte seine Ernennung zum Kommandeur des Pionier-Regiments 541. Nach einer Verwendung von Ende Februar bis Ende Oktober 1941 als Höherer Pionieroffizier beim II. Armeekorps wurde Herrmann kurzzeitig in die Führerreserve versetzt und am 1. November 1941 zum Armee-Pionierführer beim Armeeoberkommando 12 ernannt. In dieser Stellung am 1. Oktober 1942 zum Generalmajor befördert, war Herrmann im weiteren Kriegsverlauf ab Mitte Februar 1943 General der Pioniere der Heeresgruppe E. Ab dem 24. Januar 1945 war er Kommandant von Kolberg, bis er krankheitsbedingt Anfang März abgelöst und erneut in die Führerreserve versetzt wurde. Am 6. Mai 1945 geriet er in Kriegsgefangenschaft, aus der er am 20. Oktober 1947 entlassen wurde.
Paul Herrmann war nach dem Krieg Vorsitzender der „Traditionsgemeinschaft ehemaliges Pommersches Pionier-Bataillon 2“.